# Радио Барбары
«Радио Барбары» (англ. Barbara Broadcast) — американский порнофильм 1977 года с Аннетт Хейвен в главной роли. Был срежиссирован Рэдли Мецгером (в титрах под именем англ. Henry Paris) и снят в нескольких вычурных местах Нью-Йорка, включая бальный зал Olympia и ресторан в отеле Royal Manhattan Hotel.

## Сюжет
Барбара Бродкаст, всемирно известная эмансипированная женщина и автор бестселлеров, даёт журналисту интервью о своей успешной карьере в элегантном ресторане отеля Row NYC на Манхэттене, где в меню представлены изысканные блюда и эротические мероприятия — сюрреалистическая «Бунюэльская» атмосфера, по словам одного рецензента фильма. Затем показаны другие Манхэттенские моменты в Нью-Йорке, в том числе встреча в корпоративном офисе и случайная встреча в оживлённом ночном клубе.

## В ролях
- Аннетт Хейвен — Барбара Бродкаст[11]

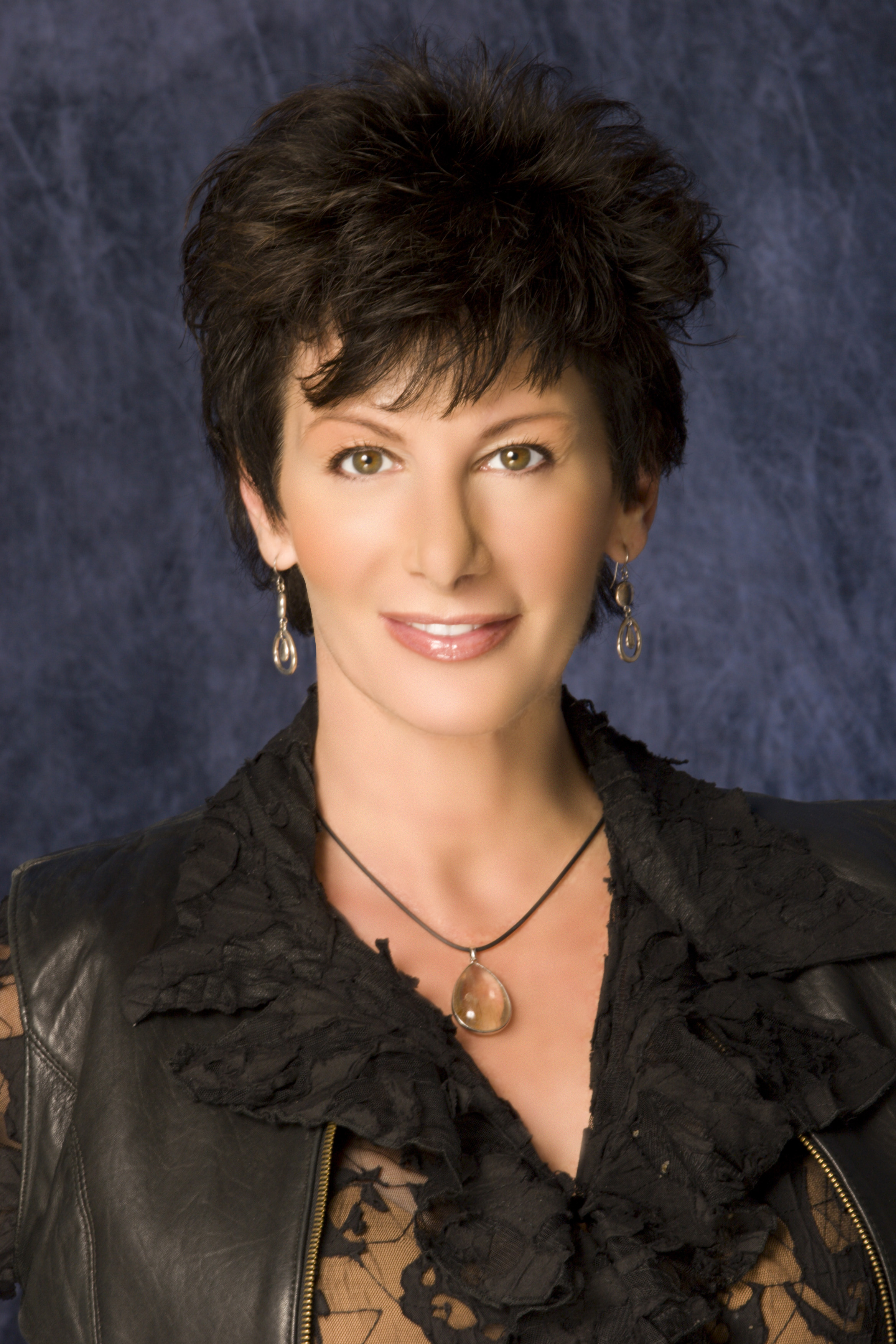
Шэрон Митчелл сыграла официантку

- Бобби Астир (Bobby Astyr) — метрдотель
- C. J. Laing — Роберта, интервьюер
- Констанс Мани — рабыня
- Джеми Гиллис — Керли
- Майкл Гонт — клиент
- Шэрон Митчелл — официантка
- Сьюзен Макбейн — посетительница кафе

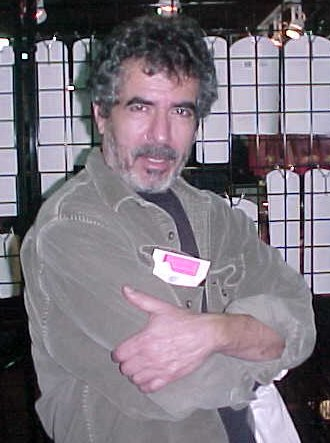
Джеми Гиллис

- Вэйд Николс — повар
- Зебеди Колт — посетитель кафе

## Приём
По словам рецензента фильма X-Critic, «Радио Барбары» — «... игривый, забавный и красиво снятый фильм для взрослых, праздник плоти и земных наслаждений, снятый с прицелом художника на композицию и положенный на превосходную [музыкальную] партитуру...». По словам другого рецензента, «... это веселый, остроумный и очаровательный фильм...». Ещё один рецензент отмечает: «... [у фильма] масса электрической атмосферы и [музыка]... Это порношик!..."». Критик паракино Хизер Дрэйн пишет: «Работа Мецгера известна своей усладой для глаз, и этот фильм не исключение, каждый кадр выглядит как идеально скомпонованное произведение искусства... Barbara Broadcast, возможно, не обладает сложным сюжетом, но это изысканно созданный фильм от одного из лучших американских режиссёров, которые появились [с 1970-х годов]... Рэдли Мецгер — действительно единственный в своем роде».

## История
Фильм вышел в период «золотого века порно» (начавшегося с выходом в 1969 году «Грустного кино» Энди Уорхола) в США, во время «порношика», когда эротические фильмы для взрослых только начинали выходить повсеместно, публично обсуждались знаменитостями (такими как Джонни Карсон и Боб Хоуп) и всерьёз воспринимались кинокритиками (такими как Роджер Эберт).
Одна из песен, The Big One Алана Тью, легла в основу главной музыкальной темы реалити-шоу «Народный суд» (The People's Court).

## Ремастеринг
4 июля 2013 года DistribPix выпустила полную реставрацию фильма при полном сотрудничестве режиссёра. Результатом стал ограниченный показ в кинотеатрах, но главным итогом проекта стала первая в истории официальная версия для DVD и Blu-ray. Ранее был выпущен саундтрек к фильму.

## Премии и номинации
- 1989 — Зал славы XRCO.[22][23]
- Номинация 2014 — AVN Awards (Best DVD Extras).[11]
- Победа 2015 — X-Rated: Лучшие фильмы для взрослых всех времен.[11]

## Саундтрек
| №  | Название             | Artist          | Длительность |
| -- | -------------------- | --------------- | ------------ |
| 1. | «Azure Blue»         | Simon Benson    | 3:50         |
| 2. | «Before Summer Ends» | Keith Mansfield | 3:51         |
| 3. | «Big Haul»           | Brian Bennett   | 2:52         |
| 4. | «Dossier»            | Brian Bennett   | 2:42         |
| 5. | «Flying High»        | Stefano Torossi | 3:36         |
| 6. | «Getaway»            | Alan Hawkshaw   | 2:37         |
| 7. | «Glittering Mud»     | Steve Gray      | 3:54         |
| 8. | «Merry Go Round»     | Alan Hawkshaw   | 2:05         |

| №   | Название                    | Artist            | Длительность |
| --- | --------------------------- | ----------------- | ------------ |
| 9.  | «Reflections Misty Morning» | Brian Bennett     | 3:40         |
| 10. | «Tales from Vienna Woods»   | Johann Strauss II | 10:54        |
| 11. | «The Big One»               | Alan Tew          | 4:05         |
| 12. | «The Blue Danube Waltz»     | Johann Strauss II | 10:33        |
| 13. | «The Double Take»           | Steve Gray        | 3:47         |
| 14. | «Wallop»                    | Brian Bennett     | 3:25         |
| 15. | «White Elephant Walk»       | Alan Tew          | 1:30         |
| 16. | «You've Got What It Takes»  | Madeline Bell     | 3:39         |